# IC 1786
IC 1786 ist eine Spiralgalaxie vom Hubble-Typ S im Sternbild Walfisch südlich der Ekliptik. Sie ist rund 405 Millionen Lichtjahre von der Milchstraße entfernt und hat einen Durchmesser von etwa 45.000 Lichtjahren.
Im selben Himmelsareal befinden sich u. a. die Galaxien NGC 864 und IC 214.
Das Objekt wurde am 24. November 1903 von Stéphane Javelle entdeckt.